# Godów
Godów (deutsch Godow) ist ein Dorf im Powiat Wodzisławski der Woiwodschaft Schlesien in Polen. Es ist Sitz der gleichnamigen Landgemeinde mit 13.845 Einwohnern (Stand 31. Dezember 2020).

## Geographie
Godów liegt 55 km südwestlich von Katowice, 8 km südlich von Wodzisław Śląski, am Fluss Olsa, unweit der Grenze zu Tschechien.

## Geschichte

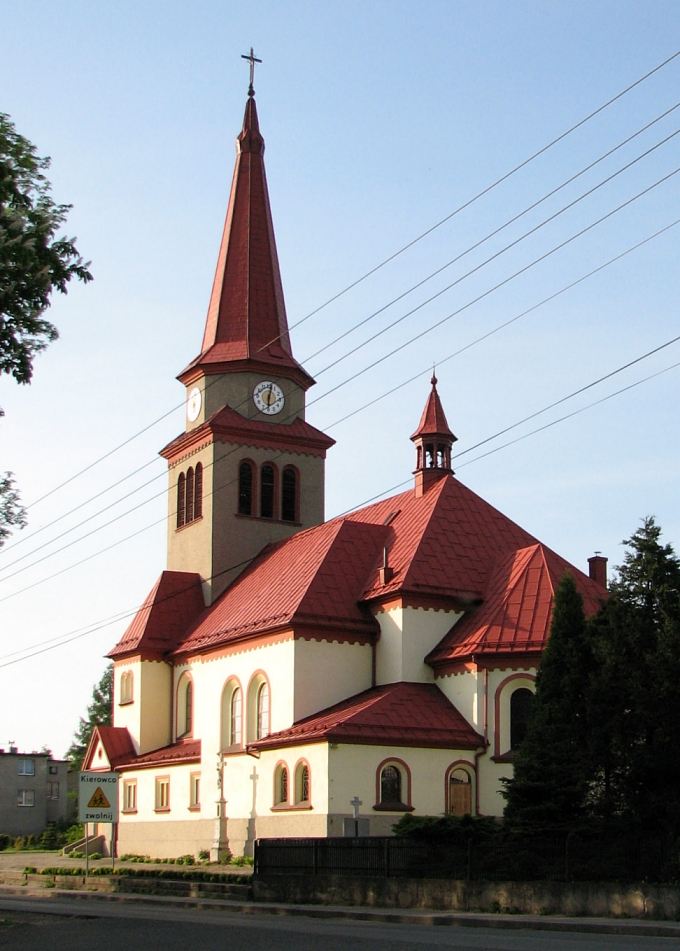
Kirche in Godów

Die erste Erwähnung von Godów stammt aus dem Jahr 1294. Der Ort wurde dann circa 1305 im Liber fundationis episcopatus Vratislaviensis (Zehntregister des Bistums Breslau) als Item in Godow debent esse viginti et unus mansus erwähnt. Der besitzanzeigende Name ist vom Personennamen God abgeleitet.
In der Zeit des polnischen Partikularismus gehörte das Dorf zum Herzogtum Oppeln-Ratibor. Zusammen mit diesem fiel es 1327 als ein Lehen an die Krone Böhmen, die seit 1526 die Habsburger innehatten. Ab 1437 gehörte es zum davon abgetrennten Herzogtums Rybnik und ab 1464 zus Herzogtums Loslau. Nach dem Ersten Schlesischen Krieg und dem Vorfrieden von Breslau (1742) gehörte es zum Königreich Preußen.
Ostern 1741 brannten Teile des Dorfes nieder, unter anderem die Kirche.
Ab 1816 gehörte es zum Kreis Rybnik, mit dem es bis 1922 verbunden blieb. In der Nacht vom 17. zum 18. August 1919 fand dort eine von polnischen Aufständischen gewonnene Schlacht des Ersten Aufstandes in Oberschlesien. In der Volksabstimmung in Oberschlesien über die künftige Zugehörigkeit Oberschlesiens vom Jahre 1921 votierten 422 von 566 Wählern für Polen, 143 Stimmen votierten für Deutschland.
Nach der polnischen Annexion Ostoberschlesiens 1922 gehörte Godów zu Polen. Unterbrochen wurde dies nur durch die Besetzung Polens durch die Wehrmacht im Zweiten Weltkrieg.
Von 1975 bis 1998 gehörte das Dorf zur Woiwodschaft Kattowitz.

## Gemeinde
Zur Landgemeinde (gmina wiejska) Godów gehören das Dorf selbst und sechs weitere Dörfer mit Schulzenämtern (sołectwa).
Die Gemeinde gehört ab 3. Juli 2003 zur im Jahr 1998 gegründeten Euroregion Śląsk Cieszyński, obwohl es nie zur historischen Landschaft Teschener Schlesien gehörte.

## Partnergemeinden
- Dolní Lutyně, Tschechien
- Petrovice u Karviné, Tschechien
- Stare Miasto, Polen

## Persönlichkeiten
- Franciszek Pieczka (1928–2022), Schauspieler.